# Vernon, Vermont
Vernon är en kommun (town) i Windham County i delstaten Vermont, USA. Vid folkräkningen år 2000 bodde 2 141 personer på orten. Den har enligt United States Census Bureau en area på totalt 51,8 km², varav 1,6 km² är vatten. 